# Paracyathus porcellanus
Espèce
Statut CITES
Paracyathus porcellanus est une espèce de coraux appartenant à la famille des Caryophylliidae.